# Піщане (Сіверськодонецький район)
Піща́не — село в Україні, у Кремінській міській громаді Сіверськодонецького району Луганської області. Населення становить 307 осіб.

## Новітня історія
7 лютого 2023 року поблизу села відбувся бій.

## Населення

### Мова
Розподіл населення за рідною мовою за даними перепису 2001 року:
| Мова       | Кількість | Відсоток |
| ---------- | --------- | -------- |
| українська | 288       | 93.81%   |
| російська  | 19        | 6.19%    |
| Усього     | 307       | 100%     |